# 小さな絵本美術館
小さな絵本美術館（ちいさなえほんびじゅつかん）は、長野県にある絵本専門の私立美術館。絵本作家さとうわきこが主宰し、国内外の絵本原画を中心に展示する。
フェリックス・ホフマンやハンス・フィッシャーの原画展を日本で初めて行い、ホフマンやエルンスト・クライドルフの作品を豊富に所蔵し、関連書籍の出版活動も行う。
後にさとうと結婚する武井利喜（1951年-）は、25歳の頃から自宅で子ども文庫「鬼のみちくさ文庫」を開くかたわら、瀬田貞二ら児童文学関係者と親交を結んだ。それらの活動を背景に、スイスの絵本作家で編集者であるベッティーナ・ヒューリーマンの「大人のくせに本気で、あるいはたのしみに子どもの本とつきあっている人々は、いつかどこかでみんな知り合うものだ」の精神で、美術館を開館させた。
1990年11月、諏訪湖畔に現在の岡谷本館を創設、1997年には分館として諏訪郡原村に八ヶ岳館を設置。本館、分館ともに冬季は休館する。入会金と年会費を払えば、入館料が無料となる。

## 利用案内
- 開館時間 : 10:00-17:00  ( 11月～1月は10：00～16：30)  /最終入館は30分前まで
- 休館日（岡谷館・八ヶ岳館）: 火曜・第２＆ 第3水曜（ゴールデンウィークと８月は無休)※祝日の場合は開館・翌平日は休み。※展示替えによる臨時休館あり

### 岡谷本館
- 〒394-0081長野県岡谷市長地権現4-6-13
- 北緯36度3分52.4秒 東経138度4分14.5秒 / 北緯36.064556度 東経138.070694度
- 最寄りのIC：長野自動車道 岡谷インターチェンジまたは中央自動車道 諏訪インターチェンジ
- 最寄りの鉄道駅：JR中央本線 岡谷駅または下諏訪駅
- 岡谷本館の入館料：大人750円　中高生300円　小学生200円

### 八ヶ岳館
（冬季は休館する）
- 〒391-0115 長野県諏訪郡原村原山17217-3325[11]
- 北緯35度58分49.4秒 東経138度15分21.8秒 / 北緯35.980389度 東経138.256056度
- 最寄りのIC：中央自動車道 諏訪インターチェンジ、諏訪南インターチェンジ、小淵沢インターチェンジ
- 最寄りの鉄道駅：JR中央本線茅野駅よりタクシー
  - 茅野駅路線バス - 美濃戸口線：美濃戸口※土曜日、日曜日、祝日、及び7月27日から8月25日運行[12]
- 八ヶ岳館の入館料：大人800円　中高生400円　小学生300円

## 出版
- 『フェリックス・ホフマンの世界―父から子への贈りもの』1998年
- 『フェリックス・ホフマンのカードブック』1998年
- フェリックス・ホフマン絵、おかしのぶ訳『ヨッケリ なしを とっといで』2000年
- 『ナイーブ・アート―ハンガリーの民衆素朴画家たち』2003年